# Миљијабруна Нуова (Кунео)
Миљијабруна Нуова је насеље у Италији у округу Кунео, региону Пијемонт.
Према процени из 2011. у насељу је живело 86 становника. Насеље се налази на надморској висини од 249 м.